# Grüner Veltliner
Grüner Veltliner er en hvid druesort, der anvendes til vinfremstilling i Østrig og Tjekkiet, men næsten ingen andre steder. Druesorten giver specielt vine til mad.
Druen anvendes til mange typer vin. De fleste drikkes unge som heuriger i Wien, lidt laves til mousserende vine og kun en smule er egnet til at lagre. De bedste har vist sig at være i verdensklasse i blindsmagning mod chardonnay.

## Historie
Grüner Veltliner dateres måske til romerne, men navnet er først anvendt i midten af 1800-tallet. Tidligere var druen kendt som Grüner Muskateller. Indtil anden verdenskrig blev den betragtet som endnu en østrigsk drue, og først Lenz Mosers Hochkultur-system fik det bedste ud af den.
Savagnin er ifølge en DNA-analyse en forløber til Grüner Veltliner. Den anden forløber er endnu ukendt, men det tyder på, at der intet link er til de andre Veltliner-varianter.

## Distribution og vine

### Østrig
Grüner Veltliner dækker i 36,0% af alle vingårde i Østrig og næsten kun i den nordøstlige del af landet. Langs floden Donau vest for Wien i Wachau, Kremstal og Kamptal vokser den og riesling på terrasser, der minder om Rhinens, på skråninger så stejle, at de knap kan holde på mulden. Resultatet er en meget ren mineralrig drue, der giver nogle af verdens bedste vine.[kilde mangler]
I de dybere lerjorde i Weinviertel nordøst for Wien udvikler Grüner Veltliner en mere krydret peberkarakter, som kan lagre, selv om en stor del af produktionen er tiltænkt heurigerkroerne i Wien. Noget bliver til mousserende vine.
Lidt dyrkes syd for Wien i varmere klima mod de ungarske sletter, selv om vindyrkerne der er mere interesserede i rødvine og dessertvine.
I Wien dyrkes Gemischter Sats. Flere druer, der høstes samtidigt.

### Tjekkiet
Tjekkiet (specielt det sydlige Mähren tæt på den østrigske grænse) producerer Grüner Veltliner af god kvalitet. Grüner Veltliner-vine udgør omkring 11% af den tjekkiske vinproduktion. Det gør Grüner Veltliner til den næstmest udbredte druevariant i Tjekkiet.

### Ungarn
Meget lidt Grüner Veltliner dyrkes i det nuværende Ungarn.

### USA
Der dyrkes lidt Grüner Veltliner i USA, ikke mindst i de østlige stater, Maryland, Virginia og Pennsylvania samt i Oregon på vestkysten.

### Tyskland
Grüner Veltliner dyrkes i Ungstein, Pfalz.